# Harlekinmyrfågel
Harlekinmyrfågel (Rhegmatorhina berlepschi) är en fågel i familjen myrfåglar inom ordningen tättingar.

## Utbredning och systematik

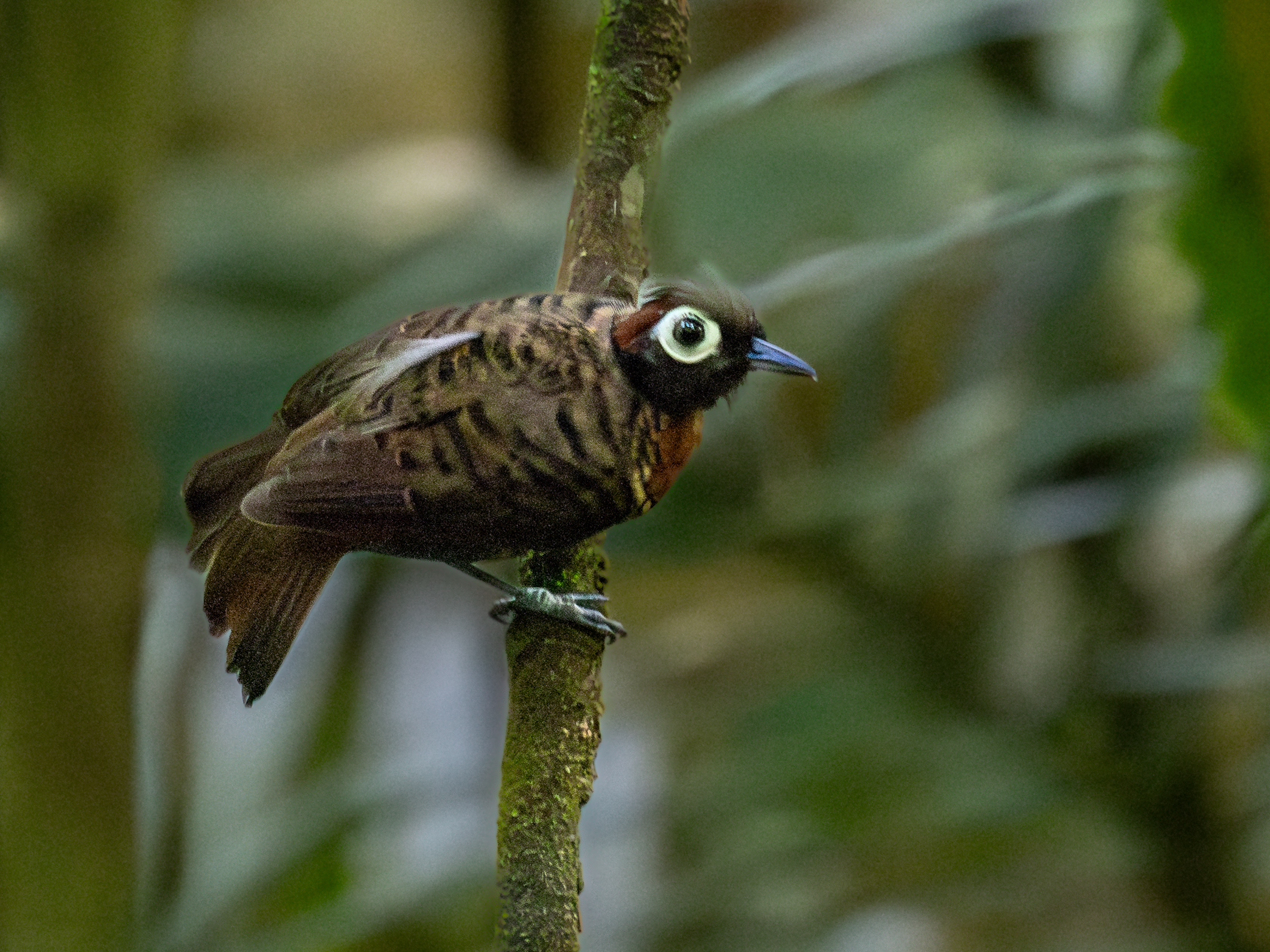
Hona

Fågeln förekommer i östra Amazonområdet i Brasilien (nära västra stranden av nedre Rio Tapajós). Den behandlas som monotypisk, det vill säga att den inte delas in i några underarter.

## Status
Trots det begränsade utbredningsområdet och att den tros minska i antal anses beståndet vara livskraftigt av internationella naturvårdsunionen IUCN. 

## Namn
Fågelns vetenskapliga artnamn hedrar den tyske ornitologen Hans von Berlepsch (1850-1915).